# الیزا هیوود

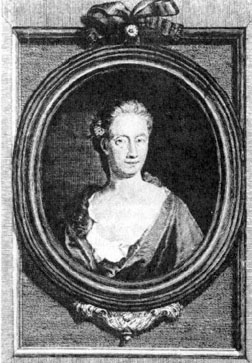

الیزا هیوود (به انگلیسی: Eliza Haywood) نویسنده، بازیگر و ناشر انگلیسی (۱۶۹۳ میلادی -۲۵ فوریه ۱۷۵۶ میلادی) بود . نزدیک به ۳۰۰ سال پیش، الیزا هی‌وود در دنیای ادبی کاملاً مردانه انگلیس، به شیوهٔ داستان‌های عاشقانه (رومانس) شخصیت زن جسوری به نام فانتامینا را خلق می‌کند .

## آثار
- فانتامینا (۱۷۲۴)
- ضد پاملا، یا بی گناهی فین آشکار شد (۱۷۳۶)
- تاریخچه خانم بتسی بی فکر(۱۷۵۱)